# 细根茎甜茅
细根茎甜茅（学名：Glyceria leptorhiza）为禾本科甜茅属下的一个种。

## 扩展阅读
- 維基物種上的相關：细根茎甜茅